# Gerhard R. Kaiser
Gerhard R. Kaiser (* 2. März 1943 in Mainz) ist ein deutscher Germanist.
Kaiser studierte Literaturwissenschaft in Tübingen und Mainz und wurde 1971 mit einer Dissertation über Proust, Musil und Joyce zum Dr. phil. promoviert.
Von 1973 bis 1993 war er Professor für Vergleichende Literaturwissenschaft mit dem Schwerpunkt Neuere Deutsche Literatur an der Justus-Liebig-Universität Gießen, von 1993 bis 2008 Professor für Neuere deutsche Literaturwissenschaft/Komparatistik an der Friedrich-Schiller-Universität Jena. Von 1996 bis 2000 war Kaiser Fachgutachter „Neuere deutsche Literatur“ der Deutschen Forschungsgemeinschaft. Im Jahre 2002 hatte er eine Gastprofessur an der Sorbonne Nouvelle in Paris inne. Im Jahr 2019 erschien eine ihm gewidmete Festschrift.
Er lebt in Tiefurt bei Weimar.

## Schriften (Auswahl)
- E.T.A. Hoffmann. Stuttgart (Metzler) 1988, Sammlung Metzler; Bd. 243, ISBN 3-476-10243-2.
- (Hrsg.) Poesie der Apokalypse. Königshausen & Neumann, Würzburg.
- (Hrsg. mit Olaf Müller) Germaine de Staël und ihr erstes deutsches Publikum. Literaturpolitik und Kulturtransfer um 1800. Winter, Heidelberg 2008, ISBN 978-3-8253-5316-2
- Mme de Staël „De l’Allemagne“ und Goethes Überlegungen zur „Weltliteratur“. In: Goethe-Jahrbuch. Band 128, 2011.
- (Hrsg.) Deutsche Berichte aus Paris 1789–1933. Zeiterfahrung in der Stadt der Städte. Wallstein, Göttingen 2017, ISBN 978-3-8353-3018-4.
- Tiefurt: Literatur und Leben zu Beginn von Weimars großer Zeit. Wallstein, Göttingen 2020, ISBN 978-3-8353-3659-9.